# Rue Antoine-Bourdelle
Pour les articles homonymes, voir Rue Antoine-Bourdelle (Toulouse).
La rue Antoine-Bourdelle est une voie du 15e arrondissement de Paris, en France.

## Situation et accès
La rue Antoine-Bourdelle débute au 24, avenue du Maine et s'étire sur 270 mètres pour se terminer au 19, rue Falguière.

## Origine du nom
Elle porte le nom du sculpteur, peintre et dessinateur français Antoine Bourdelle (1861-1929), qui avait au no 16 de cette impasse son atelier, transformé en 1949 en musée Bourdelle.

## Historique
Cette rue est l'ancienne « impasse du Maine », une voie privée, qui existait en 1812 sur une longueur de 150 mètres à partir de l'avenue du Maine.
Par un décret du 8 mars 1913, elle est prolongée jusqu'à la rue Falguière avant de prendre sa dénomination actuelle par un arrêté du 1er décembre 1930 avant d'être classée comme voie publique dans la voirie parisienne par un arrêté du 23 août 1961.
En 2018, la ville de Paris installe des lumières intelligentes dans la rue (luminosité réduite qui augmente au passage de personnes ou véhicules), un test voué à être déployé dans toute la ville si concluant.

## Bâtiments remarquables et lieux de mémoire

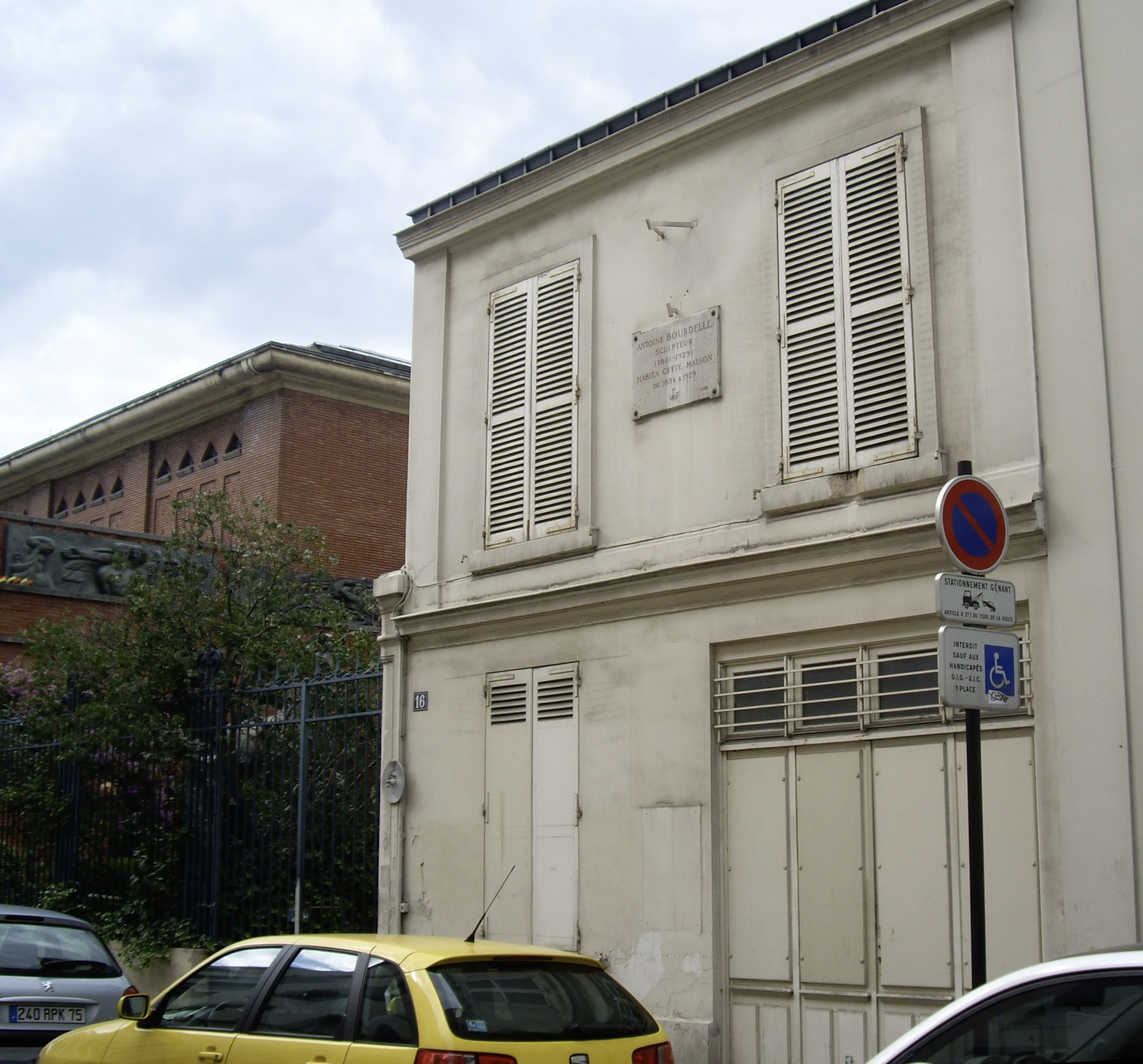
No 16.

- No 6 : immeuble ateliers construit entre 1929 et 1930 sous la conduite de l'architecte Legay pour Ernest Pérignon[2].
- No 9 : résidence Corrèze : immeuble destiné aux étudiants corrézien âgés de 18 à 26 ans et pour une période de 1 mois à 1 an non renouvelable.
- No 18 : musée Bourdelle, ancien atelier de l'artiste, installé depuis 1885 au no 16 de l'impasse. Le peintre Eugène Carrière y eut également son atelier, ainsi que son voisin, le sculpteur Jules Dalou[3] après son retour d'exil de Londres, de 1880 jusqu'à sa mort en 1902. L'atelier de celui-ci fut détruit pour laisser place à l'extension du musée Bourdelle en 1961. Marc Chagall y demeura de 1910 à 1912, Achille Laugé de 1929 à 1937.
- No 18 bis : le Douanier Rousseau habita à cette adresse en 1895[4].

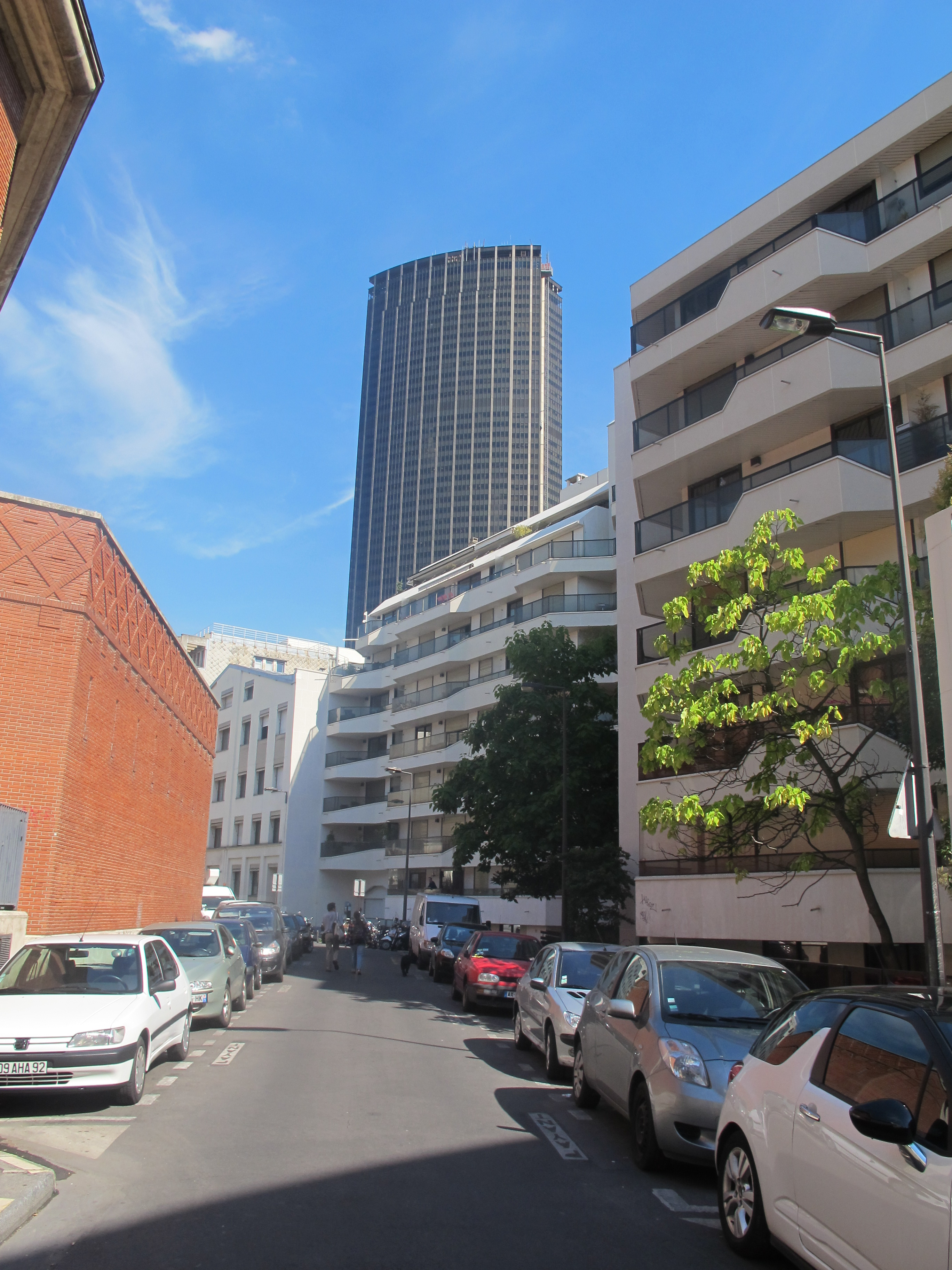
La rue Antoine-Bourdelle avec la tour Montparnasse en arrière-plan.

## Annexes

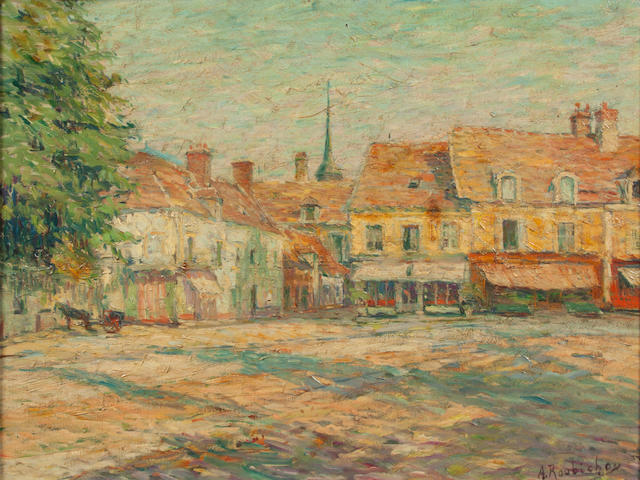
Impasse du Maine, huile sur toile d'Alphonse Roubichou, qui a vécu 18 rue Antoine-Bourdelle.